# Linda, Linda
Linda, Linda was een televisieserie die vanaf 1995 werd uitgezonden door de KRO.
De serie was gabaseerd op de oude The Lucy Show van Lucille Ball. Een jaar later werd Linda, Linda gewijzigd in Linda + Harrie toen Tasman verdween.
Bekende acteurs waren Bianca Krijgsman als Linda van Ballegooy, Michiel Nooter als Harrie Hoebe, Lut Hannes als Veerle Mertens, Marc Lauwrys als Rick Mertens en Frank Rigter als Tom Tasman.